# Prosopocera vitticollis
Prosopocera vitticollis är en skalbaggsart som först beskrevs av Charles Joseph Gahan 1890.  Prosopocera vitticollis ingår i släktet Prosopocera och familjen långhorningar.
Artens utbredningsområde är:
- Kenya.
- Malawi.
- Kongo-Kinshasa.

Inga underarter finns listade i Catalogue of Life.